# Nicolò Barella
Nicolò Barella (ur. 7 lutego 1997 w Cagliari) – włoski piłkarz, występujący na pozycji pomocnika we włoskim klubie Inter Mediolan oraz w reprezentacji Włoch. Złoty medalista Mistrzostw Europy 2020. 
Karierę klubową rozpoczynał w Cagliari Calcio, był wypożyczony do Como 1907. W 2019 na zasadzie wypożyczenia został zawodnikiem Interu Mediolan, który wykupił go po sezonie. Od 2019 jest zawodnikiem mediolańskiego klubu, z którym zdobył mistrzostwo Włoch w sezonach 2020/2021 oraz 2023/2024, dwukrotnie Puchar Włoch oraz trzykrotnie Superpuchar Włoch, a w sezonie 2022/2023 został finalistą Ligi Mistrzów UEFA. Przez wielu uważany za jednego z najlepszych pomocników swojego pokolenia na świecie.

## Kariera klubowa

### Cagliari
Jest wychowankiem Cagliari Calcio. W czasach juniorskich trenował również w Scuola Calcio Gigi Riva. Do pierwszego zespołu Cagliari dołączył w 2014. W Serie A zadebiutował 4 maja 2015 w wygranym 4:0 meczu z Parmą Calcio 1913. Na boisku pojawił się w 67. minucie, zastępując Diego Fariasa. Od 5 stycznia do 30 czerwca 2016 przebywał na wypożyczeniu w Como 1907. Po powrocie z Como do Cagliari, 17 września 2017 strzelił swoją pierwszą bramkę w karierze, traifając w meczu przeciwko SPAL.

### Inter Mediolan
12 czerwca 2019 na zasadzie rocznego wypożyczenia z obowiązkowym wykupem po zakończeniu sezonu przeszedł do Interu Mediolan. W klubie zadebiutował 26 sierpnia w meczu Serie A z Lecce (4:0). 17 września w debiucie w rozgrywkach Ligi Mistrzów UEFA z Slavią Praga (1:1) strzelił swoją pierwszą bramkę dla Interu. Pierwszą ligową bramkę w barwach Interu strzelił 9 listopada w wygranym 2:1 meczu z Hellas Veroną. 27 października 2021 zagrał 100. mecz dla drużyny z Mediolanu, występując w wygranym 2:0 meczu z Empoli.
29 października wystąpił w swoim 200. meczu w barwach Interu, który wygrał 1:0 spotkanie z Romą w ramach Serie A. W czerwcu 2024 przedłużył swój kontrakt z klubem do 2029. 

## Kariera reprezentacyjna

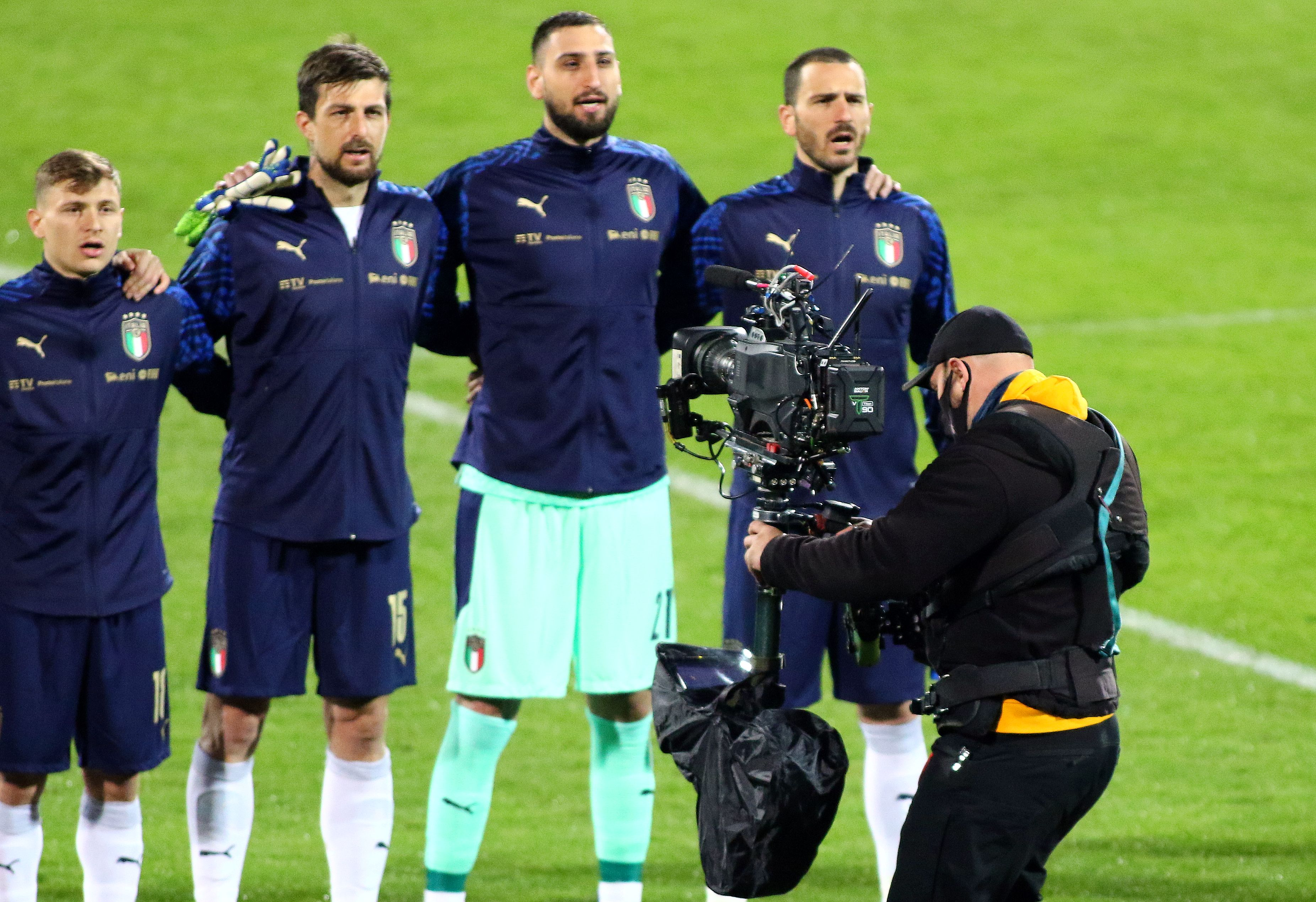
Barella (pierwszy od lewej) razem z innymi piłkarzami z reprezentacji Włoch, śpiewa hymn przed meczem z Bułgarią (2021)

W reprezentacji Włoch zadebiutował 10 października 2018 w zremisowanym 1:1 meczu z Ukrainą. Grał w nim do 78. minuty, po czym został zmieniony przez Lorenzo Pellegriniego. 23 marca 2019 strzelił pierwszą bramkę dla drużyny narodowej w starciu przeciwko reprezentacji Finlandii (2:0) w ramach eliminacji do Mistrzostw Europy 2020.

## Statystyki

### Klubowe
(aktualne na 28 grudnia)
| Klub                  | Sezon              | Liga               | Liga  | Liga   | Puchar Włoch | Puchar Włoch | Europa | Europa | Inne  | Inne   | Suma  | Suma   |
| Klub                  | Sezon              | Liga               | Mecze | Bramki | Mecze        | Bramki       | Mecze  | Bramki | Mecze | Bramki | Mecze | Bramki |
| --------------------- | ------------------ | ------------------ | ----- | ------ | ------------ | ------------ | ------ | ------ | ----- | ------ | ----- | ------ |
| Cagliari              | 2014/2015          | Serie A            | 3     | 0      | 1            | 0            | –      | –      | –     | –      | 4     | 0      |
| Cagliari              | 2015/2016          | Serie B            | 5     | 0      | 0            | 0            | –      | –      | –     | –      | 5     | 0      |
| Cagliari              | 2016/2017          | Serie A            | 28    | 0      | 2            | 0            | –      | –      | –     | –      | 30    | 0      |
| Cagliari              | 2017/2018          | Serie A            | 34    | 6      | 1            | 0            | –      | –      | –     | –      | 35    | 6      |
| Cagliari              | 2018/2019          | Serie A            | 35    | 1      | 3            | 0            | –      | –      | –     | –      | 38    | 0      |
| Cagliari              | Ogólnie            | Ogólnie            | 105   | 7      | 7            | 0            | 0      | 0      | 0     | 0      | 112   | 7      |
| Como (wyp.)           | 2015/2016          | Serie B            | 16    | 0      | 0            | 0            | –      | –      | –     | –      | 16    | 0      |
| Como (wyp.)           | Ogólnie            | Ogólnie            | 16    | 0      | 0            | 0            | 0      | 0      | 0     | 0      | 16    | 0      |
| Inter Mediolan (wyp.) | 2019/2020          | Serie A            | 27    | 1      | 4            | 1            | 10     | 2      | –     | –      | 41    | 4      |
| Inter Mediolan        | 2020/2021          | Serie A            | 36    | 3      | 4            | 0            | 6      | 0      | –     | –      | 46    | 3      |
| Inter Mediolan        | 2021/2022          | Serie A            | 36    | 3      | 5            | 1            | 6      | 0      | 1     | 0      | 48    | 4      |
| Inter Mediolan        | 2022/2023          | Serie A            | 35    | 6      | 4            | 0            | 12     | 3      | 1     | 0      | 52    | 9      |
| Inter Mediolan        | 2023/2024          | Serie A            | 37    | 2      | 1            | 0            | 8      | 0      | 2     | 0      | 48    | 2      |
| Inter Mediolan        | 2024/2025          | Serie A            | 14    | 3      | 0            | 0            | 5      | 0      | 0     | 0      | 19    | 3      |
| Inter Mediolan        | Ogólnie            | Ogólnie            | 185   | 18     | 18           | 2            | 47     | 5      | 4     | 0      | 254   | 25     |
| Ogólnie w karierze    | Ogólnie w karierze | Ogólnie w karierze | 306   | 25     | 25           | 2            | 47     | 5      | 4     | 0      | 382   | 32     |

### Reprezentacyjne
(aktualne na 17 listopada 2024)
| Reprezentacja | Rok     | Mecze | Bramki |
| ------------- | ------- | ----- | ------ |
| Włochy        | 2018    | 4     | 0      |
| Włochy        | 2019    | 8     | 3      |
| Włochy        | 2020    | 6     | 1      |
| Włochy        | 2021    | 17    | 3      |
| Włochy        | 2022    | 7     | 1      |
| Włochy        | 2023    | 9     | 0      |
| Włochy        | 2024    | 8     | 2      |
| Ogólnie       | Ogólnie | 59    | 10     |

## Sukcesy

### Inter Mediolan
- Mistrzostwo Włoch: 2020/2021, 2023/2024
- Puchar Włoch: 2021/2022, 2022/2023
- Superpuchar Włoch: 2021, 2022, 2023

### Reprezentacyjne
- Mistrzostwo Europy: 2020

### Wyróżnienia
- Najlepszy pomocnik Serie A: 2020/2021[19], 2022/2023[20]
- Drużyna sezonu Serie A: 2018/2019[21], 2019/2020[22], 2020/2021[23], 2021/2022[24], 2022/2023[20], 2023/2024[25]
- Drużyna sezonu Ligi Europy UEFA: 2019/2020[26]

## Odznaczenia
- Kawaler Orderu Zasługi Republiki Włoskiej – 2021, Włochy[27]